# Spilosoma meeki
Spilosoma meeki là một loài bướm đêm thuộc phân họ Arctiinae, họ Erebidae.